# The Solo Collection
The Solo Collection je samostalni box set britanskog pjevača rock sastava Queen Freddija Mercuryja koji je objavljen 20. studenog 2000. godine. Sadrži dvanaest CD-a: tri samostalna albuma Freddija Mercuryja : Mr. Bad Guy iz 1985. godine, Barcelona iz 1988. godine i The Great Pretender iz 2000. godine, dva CD-a sa samostalnim singlovima Freddija Mercuryja, jedan CD s instrumentalima, tri CD-a s raritetima, jedan CD s intrvijuima i dva DVD-a ; jedan s glazbenim spotovima i dokumentarno – igrani film o životu i djelu Freddija Mercuryja “The Untold Story”. U ovom setu možemo naći sve materijale koje je Mercury snimio uključujući i one koje je snimio prije nego što se priključio sastavu Queen. Uz set se nalazi i knjiga s biografijom, mnoštvom fotografija i riječima pjesmi. Predgovor je napisao Brian May.

## CD-ovi

#### CD 1Mr. Bad Guy(1985.)
1. Let's Turn It On (Mercury) – 3:42
2. Made in Heaven (Mercury) – 4:05
3. I Was Born to Love You (Mercury) – 3:38
4. Foolin' Around (Mercury) – 3:29
5. Your Kind Of Lover (Mercury) – 3:32
6. Mr Bad Guy (Mercury) – 4:09
7. Man Made Paradise (Mercury) – 4:08
8. There Must Be More To Life Than This (Mercury) – 3:00
9. Living on My Own (Mercury) – 3:23
10. My Love Is Dangerous (Mercury) – 3:42
11. Love Me Like There's No Tomorrow (Mercury) – 3:46

#### CD 2Barcelona(1988.)
1. Barcelona (Mercury - Moran) – 5:39
2. La Japonaise (Mercury - Moran) – 4:48
3. The Fallen Priest (Mercury – Moran - Rice) – 5:45
4. Ensueño (Mercury - Moran - Caballé) – 4:21
5. The Golden Boy (Mercury - Moran - Rice) – 6:03
6. Guide Me Home (Mercury - Moran) – 2:49
7. How Can I Go On (Mercury - Moran) – 3:50
8. Overture Piccante (Mercury - Moran) – 6:39

#### CD 3The Great Pretender(1992.)
1. The Great Pretender (Brian Malouf Mix) (Buck Ram) – 3:39
2. Foolin' Around (Steve Brown Mix) (Mercury) – 3:35
3. Time (Nile Rodgers Mix) (Clark - Christie) – 3:49
4. Your Kind Of Lover (Steve Brown Mix) (Mercury) – 3:59
5. Exercises In Free Love (Mercury - Moran) – 3:56
6. In My Defence (Ron Nevison Mix) (Clark - Soames - Daniels) – 3:51
7. Mr Bad Guy (Brian Malouf Mix) (Mercury) – 4:00
8. Let's Turn It On (Jeff Lord-Alge Mix) (Mercury) – 3:45
9. Living on My Own (Mix) (Mercury) – 3:38
10. My Love Is Dangerous (Jeff Lord-Alge Mix) (Mercury) – 3:40
11. Love Kills (Richard Wolf Mix) (Mercury - Moroder) – 3:28

#### CD 4Singlovi 1973 - 1985
1. I Can Hear Music (Larry Lurex, 1973 Singl) (Greenwich - Spector - Barry) – 3:29
2. Goin' Back (Larry Lurex, 1973 B - strana) (Goffin - King) – 3:34
3. Love Kills (Original 1984 Singl verzija) (Mercury - Moroder) – 4:31
4. Love Kills (Original 1984 Extended verzija) (Mercury - Moroder) – 5:22
5. I Was Born to Love You (Original 1985 Extended verzija) (Mercury) – 7:05
6. Stop All The Fighting (1985 Non-album B - strana) (Mercury) – 3:19
7. Stop All The Fighting (1985 Non-album B - strana Extended verzija) (Mercury) – 6:37
8. Made in Heaven (Original 1985 Extended verzija) (Mercury) – 4:50
9. She Blows Hot & Cold (1985 Non-album B - strana) (Mercury) – 3:26
10. She Blows Hot & Cold (1985 Non-album B - strana Extended verzija) (Mercury) – 5:50
11. My Love Is Dangerous (Original 1985 Extended verzija) (Mercury) – 6:29
12. Love Me Like There's No Tomorrow (Original 1985 Extended verzija) (Mercury) – 5:32
13. Let's Turn It On (Original 1985 Extended verzija) (Mercury) – 5:08

#### CD 5Singlovi 1986 - 1993
1. Time (Original 1986 Single/Album verzija) (Clark - Christie) – 3:58
2. Time (Original 1986 Extended verzija) (Clark - Christie) – 4:37
3. Time (Instrumental) (Clark - Christie) – 3:22
4. In My Defence (1986 Album verzija) (Clark - Soames - Daniels) – 3:57
5. The Great Pretender (Original 1987 Singl verzija) (Ram) – 3:29
6. The Great Pretender (Original 1987 Extended verzija) (Ram) – 5:54
7. Exercises In Free Love (1987 Non-album B - strana) (Mercury - Moran) – 3:59
8. Barcelona (Original 1987 Singl verzija) (Mercury - Moran) – 4:27
9. Barcelona (Original 1987 Extended verzija) (Mercury - Moran) – 7:07
10. How Can I Go On (1989 Singl verzija) (Mercury - Moran) – 4:02
11. Living on My Own (1993 No More Brothers Extended Mix) (Mercury) – 5:16
12. Living on My Own (1993 Radio Mix) (Mercury) – 3:38
13. Living on My Own (1993 Club Mix) (Mercury) – 4:27
14. Living on My Own (1993 Underground Solutions Mix) (Mercury) – 5:45

#### CD 6Instrumentali
1. Barcelona (Instrumental) (Mercury - Moran) – 4:26
2. La Japonaise (Instrumental) (Mercury - Moran) – 4:46
3. The Fallen Priest (Instrumental) (Mercury - Moran - Rice) – 5:50
4. Ensueño (Instrumental) (Mercury - Moran - Caballé) – 4:00
5. The Golden Boy (Instrumental) (Mercury - Moran - Rice) – 6:05
6. Guide Me Home (Instrumental) (Mercury - Moran) – 2:38
7. How Can I Go On (Instrumental) (Mercury - Moran) – 3:58
8. Love Me Like There's No Tomorrow (Instrumental) (Mercury) – 4:03
9. Made in Heaven (Instrumental) (Mercury) – 4:17
10. Mr Bad Guy (Instrumental) (Mercury) – 4:14
11. There Must Be More To Life Than This (Instrumental) (Mercury) – 3:08
12. In My Defence (Instrumental) (Clark - Soames - Daniels) – 3:56
13. The Great Pretender (Instrumental) (Ram) – 3:26

#### CD 7Rariteti 1
1. Let's Turn It On (A Capella) (Mercury) – 3:04
2. Made in Heaven (Alternativna verzija) (Mercury) – 4:27
3. I Was Born to Love You (Vocal & Piano Verzija) (Mercury) – 2:58
4. Foolin' Around (Ranija verzija) (Mercury) – 4:14
5. Foolin' Around (Original 1985 Ne objavljen 12" Mix) (Mercury) – 5:37
6. Foolin' Around (Instrumental) (Mercury) – 3:40
7. Your Kind Of Lover (Ranija Verzija) (Mercury) – 4:47
8. Your Kind Of Lover (Vocal & Piano Verzija) (Mercury) – 3:38
9. Mr Bad Guy (Proba orkestra) (Mercury) – 0:35
10. Mr Bad Guy (Ranija verzija) (Mercury) – 3:29
11. There Must Be More To Life Than This (Piano proba) (Mercury) – 2:48
12. Living on My Own (Hibrid izdanje: Ranija/kasnija verzija) (Mercury) – 4:29
13. Love Is Dangerous (Ranija verzija) (Mercury) – 2:12
14. Love Me Like There's No Tomorrow (Prva ranija verzija) (Mercury) – 2:18
15. Love Me Like There's No Tomorrow (Druga ranija verzija) (Mercury) – 1:03
16. Love Me Like There's No Tomorrow (Treća ranija verzija) (Mercury) – 3:26
17. Love Me Like There's No Tomorrow (Snimak uživo) (Mercury) – 4:22
18. She Blows Hot & Cold (Alternativva version feat. Brian May) (Mercury) – 4:36
19. Gazelle (Demo) (Mercury) – 1:20
20. Money Can't Buy Happiness (Demo) (Mercury) – 2:37
21. Love Makin' Love (Demo) (Mercury) – 3:35
22. God Is Heavy (Demo) (Mercury) – 1:22
23. New York (Demo) (Mercury) – 2:12

#### CD 8Rariteti 2
1. The Duet (The Fallen Priest) (Privatna Mercuryjeva snimka) (Mercury - Moran - Rice) – 3:04
2. Idea (Barcelona) (Privatna Mercuryjeva snimka) (Mercury - Moran) – 1:12
3. Idea (Barcelona) (Privatna Mercuryjeva snimka) (Mercury - Moran) – 1:04
4. Barcelona (Ranija verzija: Freddijev demovokal) (Mercury - Moran) – 4:21
5. Barcelona (Freddijev vokal) (Mercury - Moran) – 4:31
6. Barcelona (Kasnija verzija: Freddijev vokal) (Mercury - Moran) – 4:26
7. La Japonaise (Ranija verzija: Freddijev vokal) (Mercury - Moran) – 4:41
8. La Japonaise (A Capella) (Mercury - Moran) – 4:17
9. Rachmaninov's Revenge (The Fallen Priest) (Ranija verzija) (Mercury - Moran - Rice) – 4:46
10. Rachmaninov's Revenge (The Fallen Priest) (Kasnija verzija: Freddijev demovokal) – 5:51
11. Ensueño (Montserratin simak uživo) (Mercury - Moran - Caballé) – 5:36
12. The Golden Boy (Ranija verzija: Freddijev demovokal) (Mercury - Moran - Rice) – 3:54
13. The Golden Boy (Druga ranija verzija) (Mercury - Moran - Rice) – 2:56
14. The Golden Boy (A Capella feat. Gospel zbor) (Mercury - Moran - Rice) – 5:12
15. Guide Me Home / How Can I Go On (Alternativna verzija) (Mercury - Moran) – 6:54
16. How Can I Go On (Out-take: Extract) (Mercury - Moran) – 1:31
17. How Can I Go On (Alternativna pijano verzija) (Mercury - Moran) – 3:45
18. When this old tired body wants to sing (Snimljeno kasno u noći) (Mercury - Moran) – 2:42

#### CD 9Rariteti 3
1. Rain (Ibex, uživo 1969) (Lennon - McCartney) – 3:51
2. Green (Wreckage, 1969) (Mercury) – 3:15
3. The Man From Manhattan (Eddie Howell 1976) (Howell) – 3:22
4. Love Is The Hero (Billy Squier: 12" verzija 1986) (Squier) – 5:22
5. Lady With A Tenor Sax (Billy Squier: Work In Progress 1986) (Squier - Mercury) – 4:02
6. Hold On (Freddie Mercury and Jo Dare 1986) (Mercury - Mack) – 3:38
7. Heaven for Everyone (The Cross: Freddijev vokal 1988) (Taylor) – 4:48
8. Love Kills (Rock Mix) (Mercury - Moroder) – 4:27
9. Love Kills (Instrumental) (Mercury - Moroder) – 4:26
10. The Great Pretender (Original demo) (Ram) – 3:04
11. Holding On (Demo) (Mercury) – 4:12
12. It's So You (Demo) (Mercury) – 2:40
13. I Can't Dance / Keep Smilin' (Demo) (Mercury) – 3:43
14. Horns Of Doom (Demo) (Richards) – 4:16
15. Yellow Breezes (Demo) (Mercury - Moran) – 5:25
16. Have A Nice Day (Poruka klubu obožavatelja) (Mercury - Moran) – 0:45

#### CD 10Intervijui Davida Wiggsa
1. 1979. London (The Crazy tour) – 8:11
2. 1984. München (The Works Tour) – 11:27
3. 1984. München (Drugi dio, samostalna karijera) – 7:37
4. 1985. Wembley Stadium, London (Tjedan Live Aida) – 6:45
5. 1986. London (The Magic tour) – 10:35
6. 1987. Ibiza (Freddijev 41 rođendan) – 9:56
7. 1987. Ibiza (41 rođendan, 2. dio: Montserrat Caballé) – 8:21
8. 1987. Ibiza (41 rođendan, 3. dio: The Great Pretender) – 10:26

#### CD 11The Video Collection(DVD)
1. Barcelona (uživo) (Mercury - Moran)
2. The Great Pretender (Singl verzija) (Ram)
3. I Was Born to Love You (Mercury)
4. Time (Clark - Christie)
5. How Can I Go On (Mercury - Moran)
6. Made in Heaven (Mercury)
7. Living on My Own (Mercury)
8. The Golden Boy (Mercury - Moran - Rice)
9. The Great Pretender (Extended verzija) (Ram)
10. Barcelona (Mercury - Moran)
11. In My Defence (Izdanje 2000) (Clark - Soames - Daniels)
12. Guide Me Home (Mercury - Moran)

#### CD 12 ''The Untold Story(DVD)
- Spice Island Dawn
- Strange Discipline
- Culture Shock
- The Draftsman Of Ealing
- Musical Awakenings
- Love of My Life
- Bacchus And Aphrodite
- Butterflies And Peacocks
- A Day At The Opera
- My Kind Of Towns
- Last Days